# Pangrapta ornata
Stenozethes ornata là một loài bướm đêm trong họ Erebidae.